# 白斑箬鰨
白斑箬鰨（学名：Synaptura albomaculata）為輻鰭魚綱鰈形目鰨亞目鰨科的一種熱帶魚類，其种加词“albomaculata”意为“白斑的”。分布於印度洋印度東部、孟加拉及緬甸半鹹水域、海域，體長可達30公分，棲息在沿岸淺水域、河口區，生活習性不明。